# 本多実方

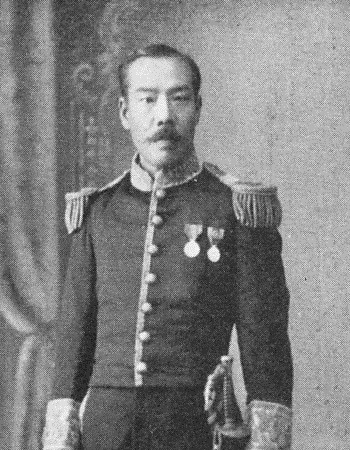
本多実方

本多 実方（實方、ほんだ さねふさ、1862年12月9日（文久2年10月18日）- 1924年（大正13年）10月23日）は、明治から大正期の警察官、政治家、華族。貴族院子爵議員。幼名・禄之助。

## 経歴
飯山藩主・本多助実の十四男として江戸で生まれ、兄本多助順の死去に伴い、1873年（明治6年）11月7日、家督を相続。1884年（明治17年）7月8日に子爵を叙爵した。
1884年5月、警視庁御用掛に就任。その後、同警部となる。
1891年（明治24年）8月5日、貴族院子爵議員補欠選挙で当選し、1897年（明治30年）7月9日まで在任。さらに1911年（明治44年）7月10月、貴族院子爵議員に選出され、研究会に所属して活動し、死去するまで在任した。

## 親族
- 妻：本多延枝（のぶえ、河田景与二女）[1]
- 長男：本多助信（子爵）[1]